# 栗生村
栗生村（くりぶむら）は、広島県芦品郡にあった村。現在の府中市の一部にあたる。

## 地理
芦田川中流域の右岸に位置していた。

## 歴史
- 1889年（明治22年）4月1日、町村制の施行により、芦田郡栗柄村、土生村が合併して村制施行し、栗生村が発足[1][2]。旧村名を継承した栗柄、土生の2大字を編成[2]。
- 1898年（明治31年）10月1日、郡の統合により芦品郡に所属[1][2]。
- 1923年（大正12年）4月1日、大字土生の一部を芦品郡府中町に編入[1][2]。
- 1954年（昭和29年）3月31日、芦品郡府中町、岩谷村、広谷村、国府村、下川辺村と合併し、市制施行し府中市を新設して廃止された[1][2]。

### 地名の由来
合併村名の各一文字を組み合わせたもの。

## 産業
- 農業